# Matador de Passarinho
"Matador de Passarinho" é uma canção de Rogério Skylab, originalmente incluída em seu segundo álbum de estúdio, Skylab, de 1999.
A música tornou-se famosa após uma aparição de Skylab no Programa do Jô, tornando-se o maior hit do músico. Além disso, a música é considerada o maior sucesso da história da cena do underground carioca.
| “ | "Matador de Passarinho" nasceu a partir de uma música do Francis Hime e do Chico Buarque, "Passaredo", cuja letra eu perverti. É um trabalho de perversão, que está ligado ao travesti. A ideia de arte contemporânea é essa: acabou a natureza, acabou a ideia original, tudo é manipulado, tudo é pervertido. | ” |

Ainda por conta da música, que acabou tornando-se uma alcunha de Skylab, de 2012 a 2014, o Canal Brasil veiculou um programa chamado Matador de Passarinho, no qual Skylab entrevistava músicos e celebridades do Brasil. O objetivo do programa era entrevistar pessoas que um dia foram grandes celebridades, e que atualmente ninguém sequer lembra que existiu.
Em 2016, Skylab e Livio Tragtenberg escreveram uma sequência para a canção, intitulada "Matador de Passarinho 2"; está presente no segundo álbum colaborativo da dupla, Skylab & Tragtenberg, Vol. 2.

## Curiosidades
- A canção é citada na página 157 do livro amortebeijoparasempre, de Wallace Fauth. No trecho, o autor diz: "Aumentei o volume do som ao máximo e pus-me a ouvir 'Matador de Passarinho' de Rogério Skylab".[6]